# Hungry Like the Wolf
„Hungry Like the Wolf” – utwór wydany w maju 1982 roku przez brytyjski zespół Duran Duran. Jest to drugi singel z ich drugiej płyty studyjnej Rio. Teledysk do utworu pozwolił zespołowi na zdobycie pierwszej nagrody Grammy w kategorii Best Short Form Music Video. Klip został wyreżyserowany przez Russella Mulcahy’ego i wykonany na Sri Lance. W Stanach Zjednoczonych utwór wydano ponownie 3 grudnia 1982.

## Nagrywanie
„Hungry Like the Wolf” został nagrany wiosną 1982 roku w piwnicy głównej siedziby wytwórni EMI w Londynie. Cała piosenka powstała w ciągu jednej soboty; z upływem czasu każdy członek zespołu wchodził do studia i pracował nad swoją częścią, tak że wieczorem piosenka była gotowa. W wywiadzie udzielonym dla magazynu „Blender” Andy Taylor wyjawił, że pomysł na utwór powstał w wyniku eksperymentowania z nowymi technologiami. Odnosi się to do połączenia automatu Roland TR-808 z sekwencerem i syntezatorem. Słowa utworu były inspirowane baśnią o Czerwonym Kapturku. Śmiech na początku utworu i późniejsze krzyki zostały wykonane przez dziewczynę Nicka Rhodesa.
Kilka miesięcy później grupa razem z producentem Colinem Thurstonem ponownie nagrała utwór do swojej drugiej płyty Rio w londyńskim AIR Studios. Colin z zespołem zdecydowali się nie zmieniać elektronicznych fragmentów utworu i ponownie nagrali tylko inne instrumenty i słowa.

## Teledysk
W 1982 roku reżyser filmowy Russell Mulcahy, który wyreżyserował pierwszy teledysk zespołu - „Planet Earth”, został ponownie sprowadzony do prac nad klipem do „Hungry Like the Wolf” oraz dwu innych utworów. Zespół chciał nakręcić teledysk w dżungli, na co Mulcahy zasugerował im Sri Lankę, którą niedawno odwiedził. Wytwórnia EMI wydała 200 tysięcy dolarów na podróż grupy na Sri Lankę. Zespół trafił tam w kwietniu, w drodze na zaplanowaną trasę koncertową w Australii. Klawiszowiec Nick Rhodes i gitarzysta Andy Taylor pozostali w Anglii do zakończenia prac nad albumem Rio, podczas gdy reszta zespołu rozpoczęła filmowanie klipu; Nick i Andy polecieli prosto do Sri Lanki po przekazaniu ostatecznej wersji płyty do EMI.
Teledysk zawiera sceny w dżungli, rzece, można także zobaczyć słonie, kawiarnie i lokalne targowiska. Według autorów książki The 1980s to wszystko razem przywołuje atmosferę filmu Poszukiwacze zaginionej Arki. W trakcie pobytu zespołu na Sri Lance Andy Taylor zachorował na wirusowe zapalenie żołądka poprzez przypadkowe wypicie wody w lagunie podczas jednej z sesji, co wymagało szybkiej hospitalizacji. 
Zespół zdobył w 1984 roku nagrodę Grammy w kategorii Best Short Form Music Video. Była to pierwsza nagroda Grammy przyznawana za teledysk.

## Notowania
| Lista                                            | Pozycja |
| ------------------------------------------------ | ------- |
| Stany Zjednoczone – Billboard Hot 100            | 3       |
| Wielka Brytania – UK Singles Chart               | 5       |
| Polska – Lista przebojów Programu Trzeciego      | 25      |
| Irlandia – Irish Recorded Music Association      | 4       |
| Włochy – Federazione Industria Musicale Italiana | 32      |
| Kanada – RPM 50 Singles                          | 1       |